# Kgalagadi
Kgalagadi är ett distrikt i Botswana. Distriktet täcker 106 940 km² och har 42 049 invånare (2001). Huvudort är Tshabong. Distriktet består till stora delar av öken (Kalahariöknen) och är mycket glesbefolkat – endast 0,39 invånare/km².
Kgalagadi gränsar till Sydafrika och Namibia, samt till distrikten Ghanzi, Kweneng, och Southern. Det delas in i underdistrikten Kgalagadi North och Kgalagadi South.